# Sân vận động Salt Lake
Sân vận động Salt Lake (tiếng Anh: Salt Lake Stadium), tên chính thức là Vivekananda Yuba Bharati Krirangan (VYBK; dịch Sân vận động Thanh niên Ấn Độ Vivekananda), là một sân vận động đa năng ở Bidhannagar, Kolkata. Sân hiện có sức chứa 85.000 chỗ ngồi. Sân vận động Salt Lake là sân nhà chính của ATK Mohun Bagan, East Bengal. Đây là sân vận động lớn thứ hai ở Ấn Độ theo sức chứa. Trước khi được cải tạo vào năm 2011, đây là sân vận động bóng đá lớn thứ hai trên thế giới, có sức chứa 120.000 người. Trước khi xây dựng và khánh thành Sân vận động mùng 1 tháng 5 Rungrado năm 1989, đây là sân vận động bóng đá lớn nhất thế giới. Sân vận động đã tổ chức trận chung kết của Giải vô địch bóng đá U-17 thế giới 2017, cùng với việc tổ chức các trận đấu khác của giải đấu. Là một phần của các biện pháp an ninh cho U-17 World Cup 2017, sân vận động chỉ mở cửa cho 66.687 khán giả. Sân sẽ được sử dụng một lần nữa cho Giải vô địch bóng đá nữ U-17 thế giới 2021.
Kỷ lục khán giả tại sân vận động được ghi nhận vào năm 1997 khi có 131.781 khán giả theo dõi trận bán kết Cúp Liên đoàn giữa East Bengal và Mohun Bagan.
Sau nhiều năm sử dụng mặt sân cỏ nhân tạo, sân vận động này đã được lắp đặt mặt cỏ tự nhiên trở lại như là một phần của sự chuẩn bị cho việc tổ chức U-17 World Cup vào năm 2017. Mặt cỏ mới đã được công bố trong trận derby Kolkata giữa East Bengal và Mohun Bagan trong giải Calcutta Premier Division 2015–16.

## Tổng quan
Sân vận động được hoàn thành vào năm 1984 vì các sân của câu lạc bộ trong khu vực Maidan, mỗi sân có sức chứa khoảng 20.000 người, đều quá nhỏ so với lượng khán giả khổng lồ đã lấp kín sân vào các ngày thi đấu. Và trong khi Eden Gardens được sử dụng để tổ chức một số trận đấu lớn hơn, như derby Kolkata, áp lực của việc tổ chức cả các trận đấu cricket và bóng đá được chứng minh là hơi quá tải đối với sân vận động.
Sân vận động nằm cách trung tâm thành phố Kolkata khoảng 10 km về phía đông. Mái che được làm bằng ống kim loại và các tấm nhôm và bê tông. Sân được khánh thành vào tháng 1 năm 1984. Có hai bảng điểm điện tử và phòng điều khiển. Có chiếu sáng vào ban đêm. Có những sắp xếp đặc biệt để phát sóng TV.
Sân vận động khổng lồ này có ba tầng phòng trưng bày bằng bê tông. Sân vận động có 9 cổng vào và 30 đường dốc để khán giả đến các khối xem. Chín cổng bao gồm cổng VIP. Cổng số 1 và số 2 nằm trên đường kadapara, cổng số 3, 3A, 4, 4A và 4B ở phía đường Broadway; cổng số 5 và cổng VIP nằm ở phía đèo EM By. Các đường dốc nằm bên trong sân vận động và nối đường vành đai trong với các tầng khác nhau của khu phức hợp sân vận động.
Sân vận động này có diện tích 76,40 mẫu Anh (309.200 m²). Sân vận động có một đường chạy điền kinh duy nhất dành cho các giải đấu điền kinh. Sân có một đấu trường bóng đá chính có kích thước 105 x 70 mét (344 ft × 230 ft). Sân cũng có bảng điểm điện tử, thang máy, phòng VIP, bố trí đèn pha ngoại vi từ tầng thượng, phòng nghỉ VIP máy lạnh, hội trường và nhiều hơn nữa. Sân vận động có hệ thống bố trí nước riêng và bộ phát động cơ diesel dự phòng.

## Cải tạo
Dự án cải tạo trị giá 1 tỷ rupee (14 triệu USD) bắt đầu vào tháng 2 năm 2015. Mặt cỏ nhân tạo tại sân vận động đã được thay thế hoàn toàn bằng mặt cỏ tự nhiên. Loại cỏ mới là từ hạt Reivera Bermuda được đặt mua từ Hoa Kỳ và bên dưới mặt sân có hai lớp cát và sỏi. Lớp tiếp theo được lắp ống đục lỗ để chống ngập úng.
Công ty Porplastic của Đức đã cung cấp lớp phủ đàn hồi cho đường chạy điền kinh xung quanh sân đã được thay thế lần đầu tiên kể từ khi sân vận động được xây dựng vào năm 1984. Đường chạy cũ đã được cạo bỏ và trải bề mặt mới.
Sảnh của lối vào VIP dẫn đến đấu trường của người chơi, được lắp máy lạnh. Các phòng phát sóng và văn phòng sân vận động đã được cải tạo.
Ghế đã thay thế các băng ghế bê tông trong các phòng trưng bày, khiến sức chứa của sân vận động giảm từ 120.000 người xuống còn 85.000 người.
Các hộp báo chí và VIP, cả hai đều ở tầng giữa, đã được kéo xuống và một hộp báo chí mới với sức chứa 240 chỗ ngồi hiện đang ở tầng thứ ba. Hộp VIP vẫn ở tầng thứ hai, có thêm 240 ghế. Phòng họp báo từng rất chật chội trong các trận derby và các trận đấu có sự góp mặt của các đội tuyển quốc tế đã được chuyển sang không gian 19 x 8,5 m dưới một phòng trưng bày. Một phòng phát sóng rộng rãi có kích thước tương tự cũng đã được xây dựng.
Hai sân tập kích thước đầy đủ với các lỗ trên bề mặt để thoát nước ngầm và tám tháp đèn pha đã xuất hiện ở cuối sân vận động Hyatt, theo khuyến nghị của FIFA. Loại cỏ Reveria Bermuda nhập khẩu tương tự được sử dụng trên sân chính sẽ bao phủ các sân tập. Mạng lưới thoát nước đã được thiết kế để đảm bảo rằng bề mặt không bao giờ bị nhão. Các phòng trọng tài đã được xây dựng dọc theo các sân tập.
Số lượng cổng vào sân vận động đã được tăng từ bảy lên chín. Một số cổng hiện tại cũng đã được mở rộng, cũng như các lối tiếp cận kết nối các lối vào và lối ra với đường vành đai. Mỗi đường liên kết rộng 21 mét. Môi trường xung quanh đã được làm đẹp bởi bộ phận kiểm lâm.
Ở bên trái của sảnh, các phòng đã được xây dựng cho các trọng tài và đội bóng.

## Địa điểm
Sân vận động nằm trong thị trấn vệ tinh của Salt Lake ở Bắc 24 Parganas và nó cũng nằm bên cạnh Đường tránh East Metropolitan khiến nó dễ dàng tiếp cận bằng đường bộ.

### Giao thông
Có rất nhiều xe buýt đi vòng quanh thành phố đến sân vận động. Tuyến 2 của Tàu điện ngầm Kolkata đi qua gần sân vận động, do đó sân vận động có nhà ga riêng, khai trương vào ngày 13 tháng 2 năm 2020. Sân vận động cách sân bay quốc tế N.S.C.Bose khoảng 13 km (8,1 dặm).

## Các trận đấu bóng đá
Sau khi được khánh thành vào tháng 1 năm 1984 với việc tổ chức Cúp Vàng Quốc tế Jawaharlal Nehru, Sân vận động Salt Lake đã tổ chức một số giải đấu và trận đấu quốc tế quan trọng như các trận đấu thuộc vòng loại Giải vô địch bóng đá thế giới 1986 năm 1985, Super-Soccer năm 1986, 1989, 1991 và 1994, Đại hội Thể thao Nam Á lần thứ 3 năm 1987, Cúp Lễ hội Liên Xô năm 1988, Cúp Charminar Challenger năm 1992 và Cúp Vàng Quốc tế Jawaharlal Nehru năm 1995.
Sân vận động Salt Lake tổ chức các trận đấu trên sân nhà của các câu lạc bộ địa phương Mohun Bagan và East Bengal, những đội chơi ở I-League. Sân cũng tổ chức các trận đấu của Mohammedan, đội hiện đang chơi ở giải hạng 2 I-League. Nhiều trận đấu trên sân nhà của đội tuyển Ấn Độ cũng được tổ chức trên Sân vận động Salt Lake. Kể từ năm 2014, một đội thuê mới Atlético de Kolkata (đang chơi ở ISL) đã biến sân vận động thành sân nhà của họ.

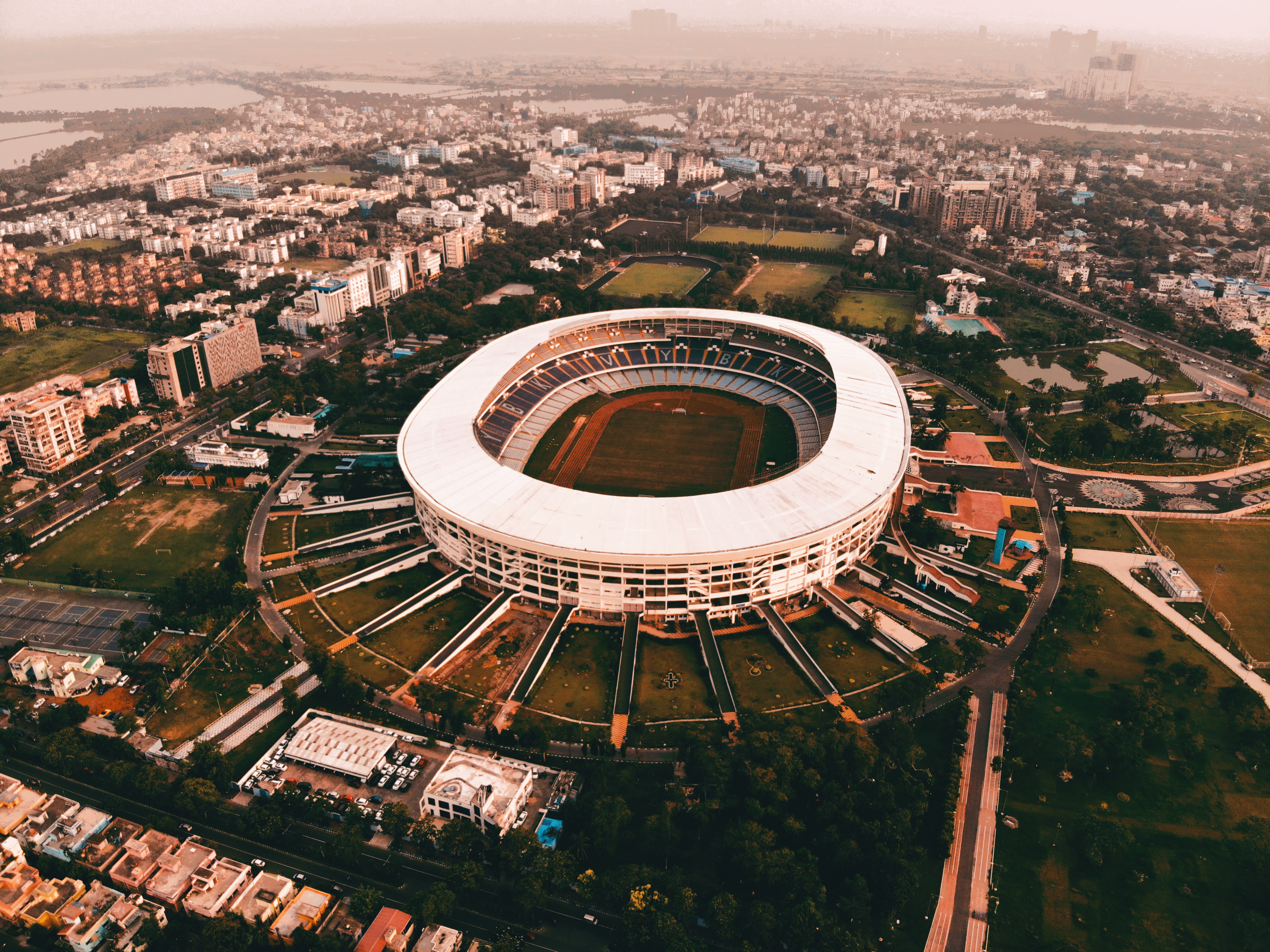
Yuva Bharati Krirangan nhìn từ trên không

Vào ngày 5 tháng 6 năm 2011, FIFA đã lên lịch cho một trận giao hữu được tổ chức tại Salt Lake vào ngày 2 tháng 9 năm 2011. Trận đấu diễn ra giữa Argentina và Venezuela. Đây là một trận đấu lịch sử trong lịch sử bóng đá Ấn Độ và cũng là trong lịch sử sân vận động khi trận đấu có sự góp mặt của siêu sao người Argentina, Lionel Messi. Sân vận động cũng đã tổ chức trận đấu chia tay chính thức của Oliver Kahn cho Bayern München khi đội chơi một trận giao hữu với Mohun Bagan. Bayern München thắng trận đấu với tỷ số 3–0. Vào tháng 12 năm 2012, một trận giao hữu đã được diễn ra giữa Brazil Masters và IFA All Stars. Brazil Masters đã giành chiến thắng với tỷ số 3–1. Beto ghi hai bàn và Bebeto ghi một bàn cho Brazil Masters.

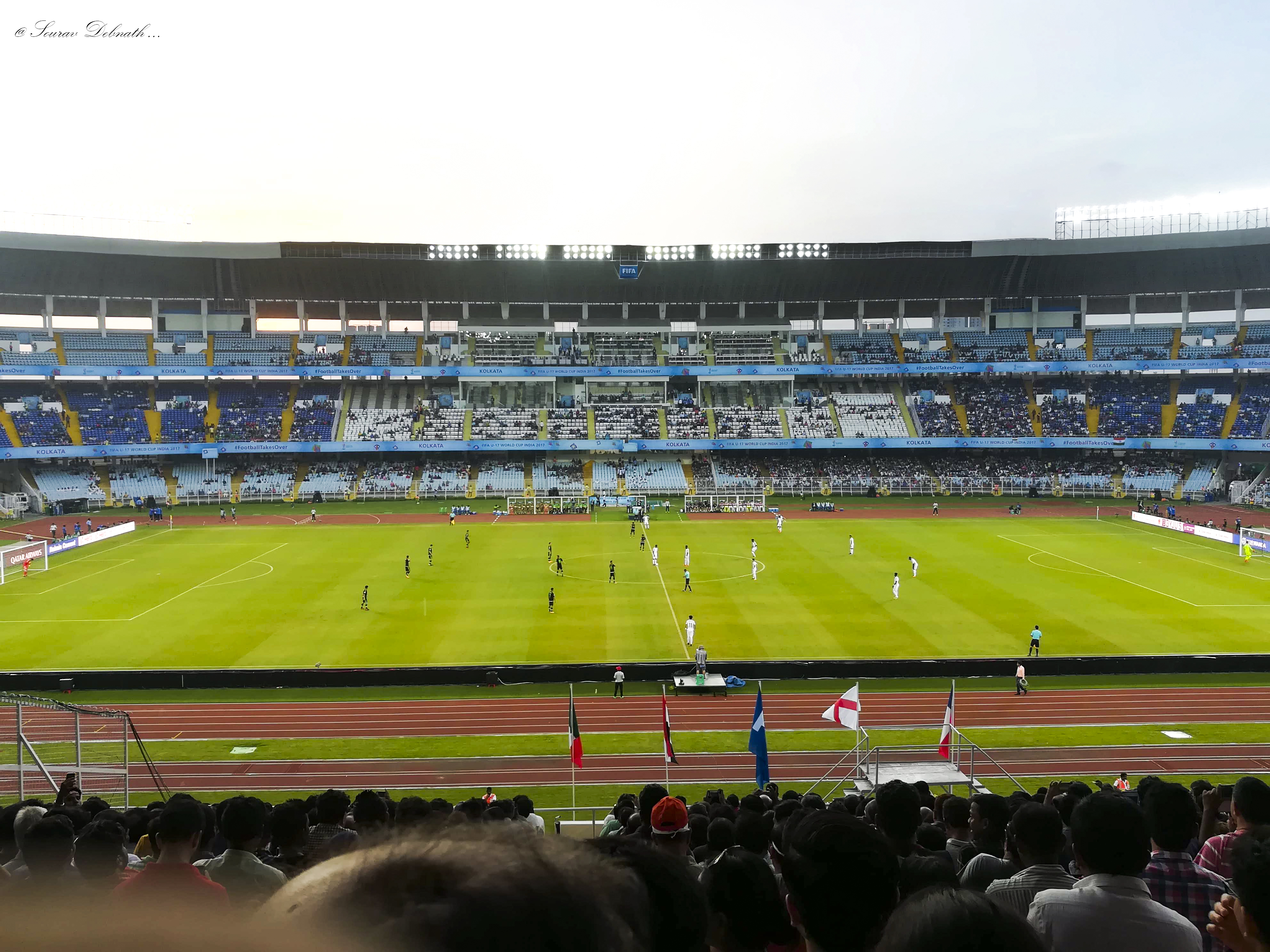
Trận đấu bóng đá trong khuôn khổ Giải vô địch bóng đá U-17 thế giới 2017

Vào ngày 12 tháng 10 năm 2014, sân vận động đã tổ chức trận đấu đầu tiên trong giải Indian Super League, trước đó là lễ khai mạc có sự góp mặt của các siêu sao từ thế giới bóng đá cũng như từ Bollywood. Trong trận mở màn, Atlético de Kolkata đã đánh bại Mumbai City FC với tỷ số 3–0. Sân vận động đã tổ chức trận đấu cuối cùng của phiên bản khai mạc ISL vào ngày 14 tháng 12, nơi Atlético de Kolkata đấu với FC Goa trong trận lượt đi của vòng bán kết. Sân vận động Salt Lake là sân vận động duy nhất trong số tám địa điểm của ISL được phép tổ chức các trận đấu trên sân cỏ nhân tạo. Sân đã tổ chức 11 trận đấu trong Giải vô địch bóng đá U-17 thế giới 2017, bao gồm cả trận chung kết. Sân sẽ được sử dụng lại cho Giải vô địch bóng đá nữ U-17 thế giới 2021, bao gồm cả vòng tứ kết.

## Các sự kiện khác
Sân vận động cũng tổ chức các sự kiện thể thao quan trọng. Sân đã tổ chức Đại hội Thể thao Nam Á vào năm 1987 và các sự kiện thể thao quốc gia khác nhau ở Ấn Độ. Sân vận động cũng tổ chức các loại chương trình văn hóa khác nhau như các buổi hòa nhạc và khiêu vũ. Sân vận động cũng đã tổ chức lễ khai mạc Mùa IPL 2013, và nó có các buổi biểu diễn trực tiếp của rapper người Mỹ Pitbull và các ngôi sao điện ảnh Ấn Độ Shahrukh Khan, Katrina Kaif và Deepika Padukone.

## Hình ảnh

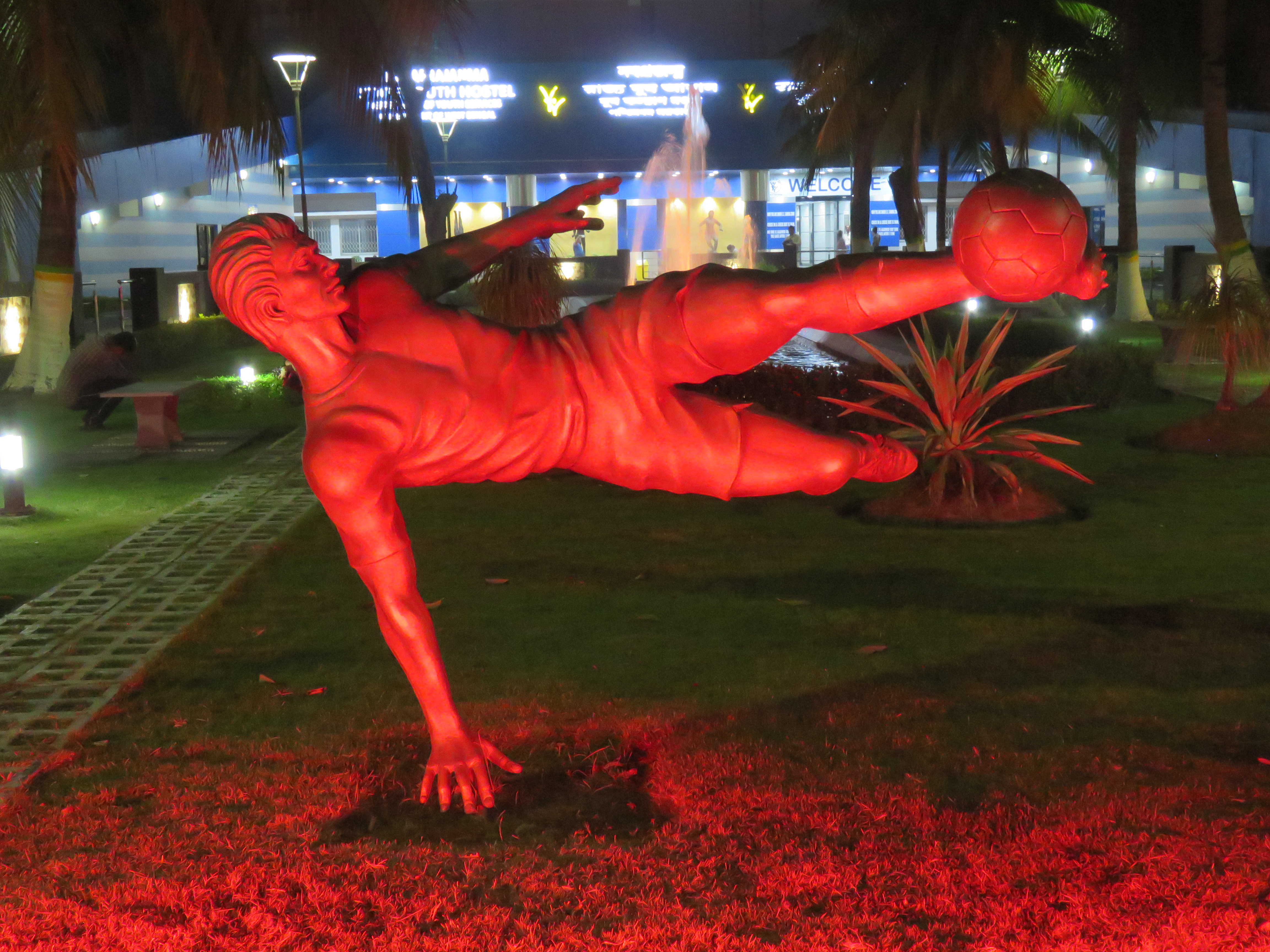
Tượng một vận động viên gần cổng chính của VYBK
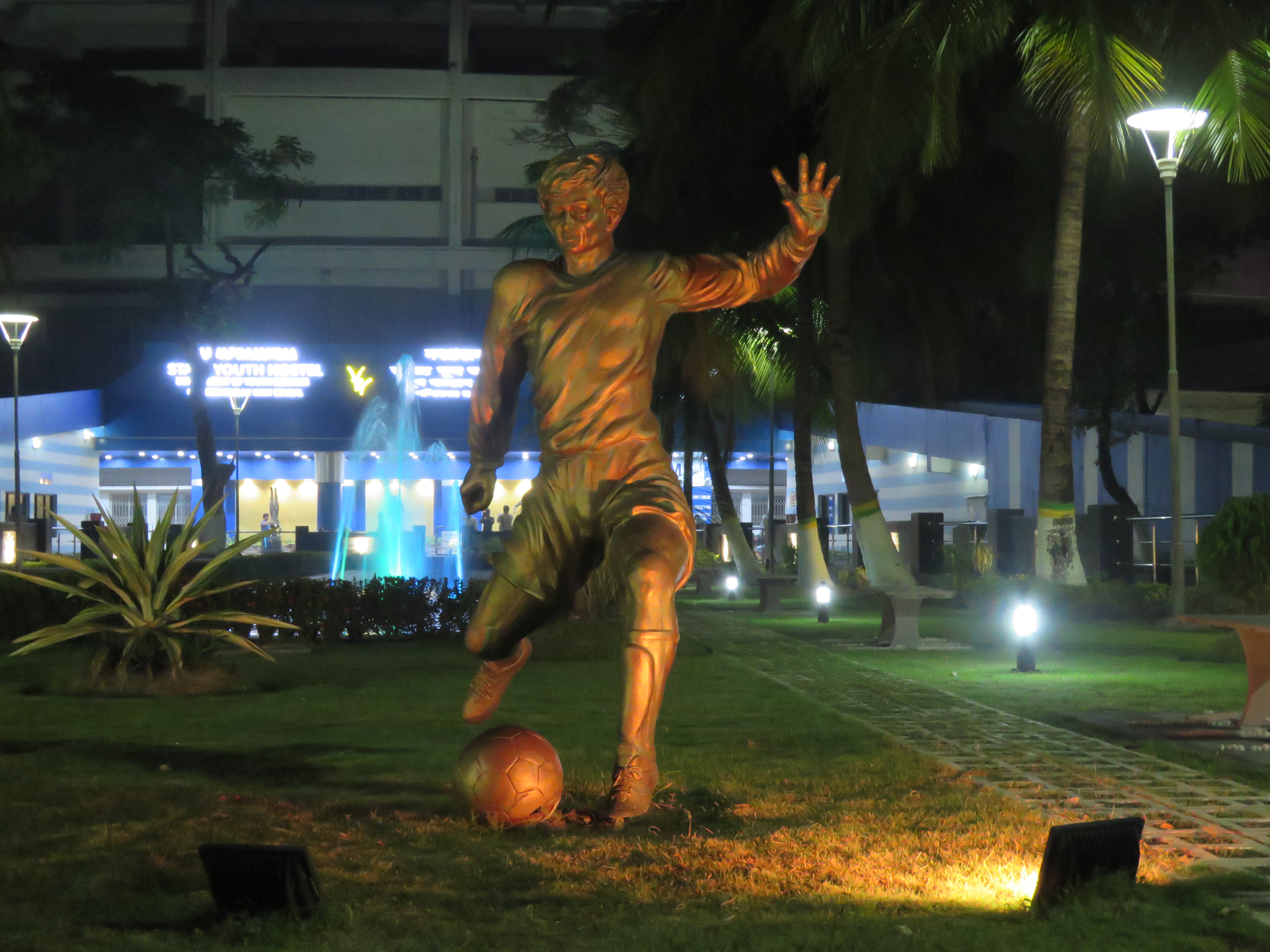
Tượng một vận động viên gần cổng chính của VYBK
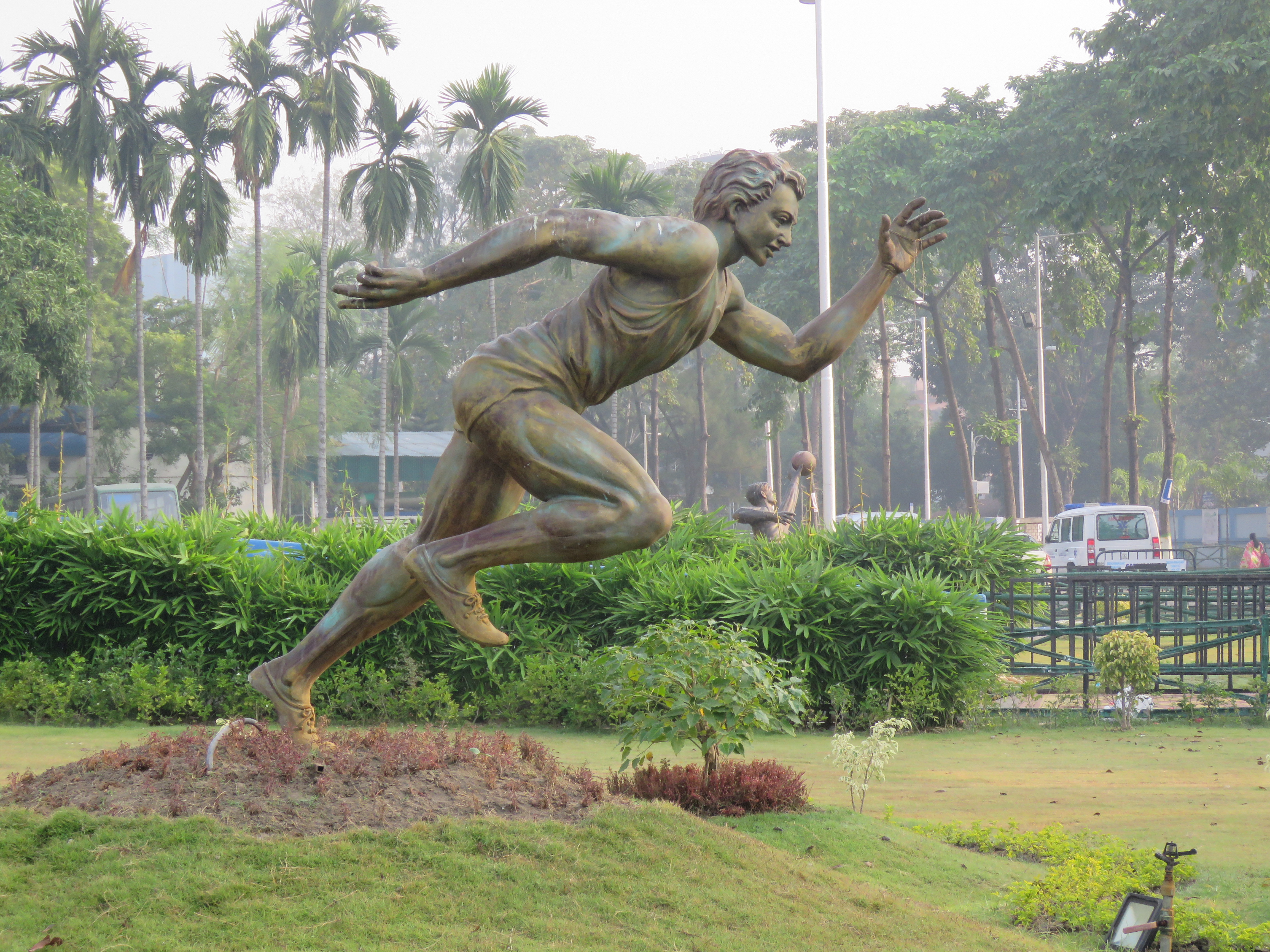
Tượng một vận động viên gần VYBK
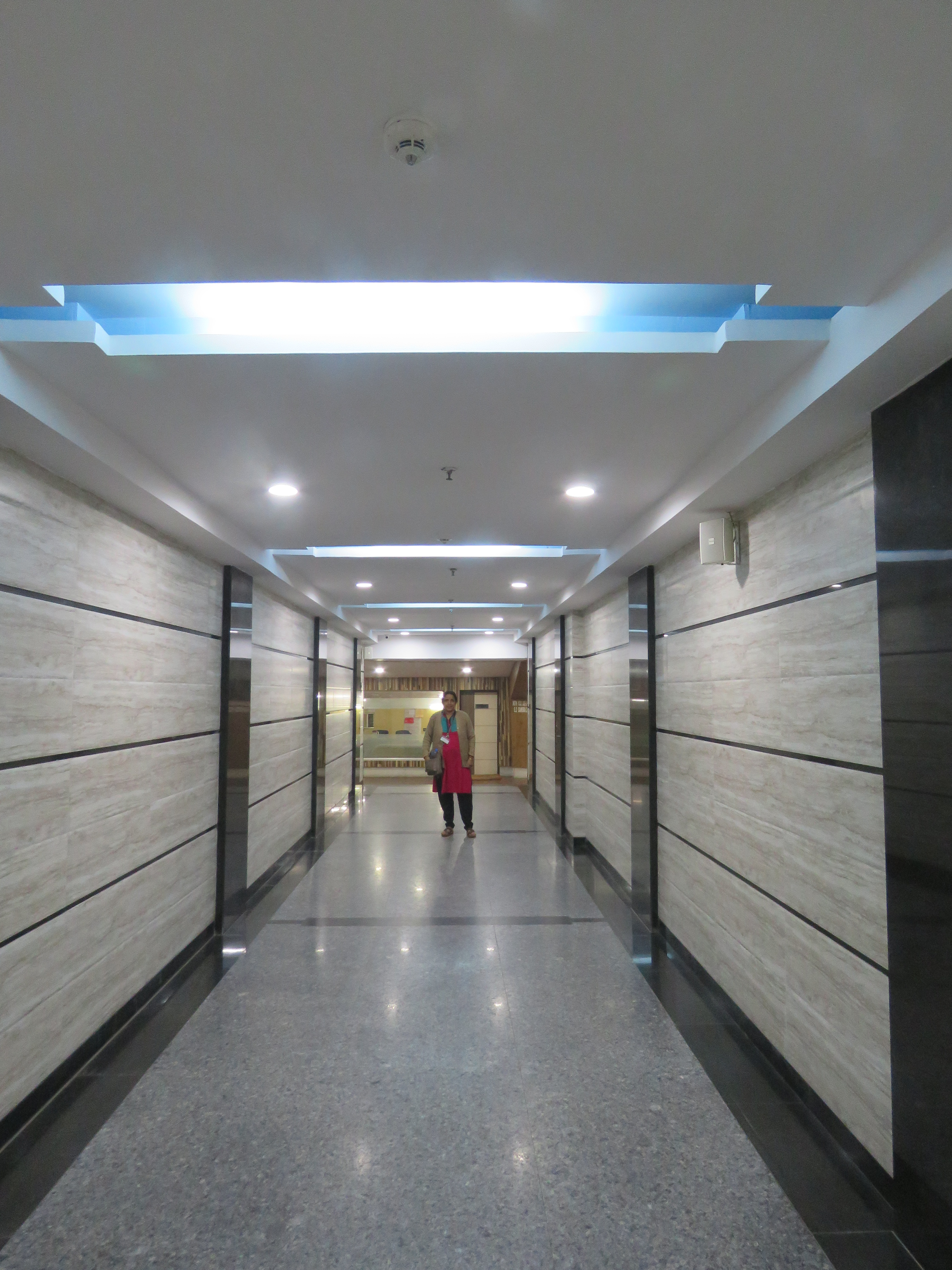
Bên trong VYBK
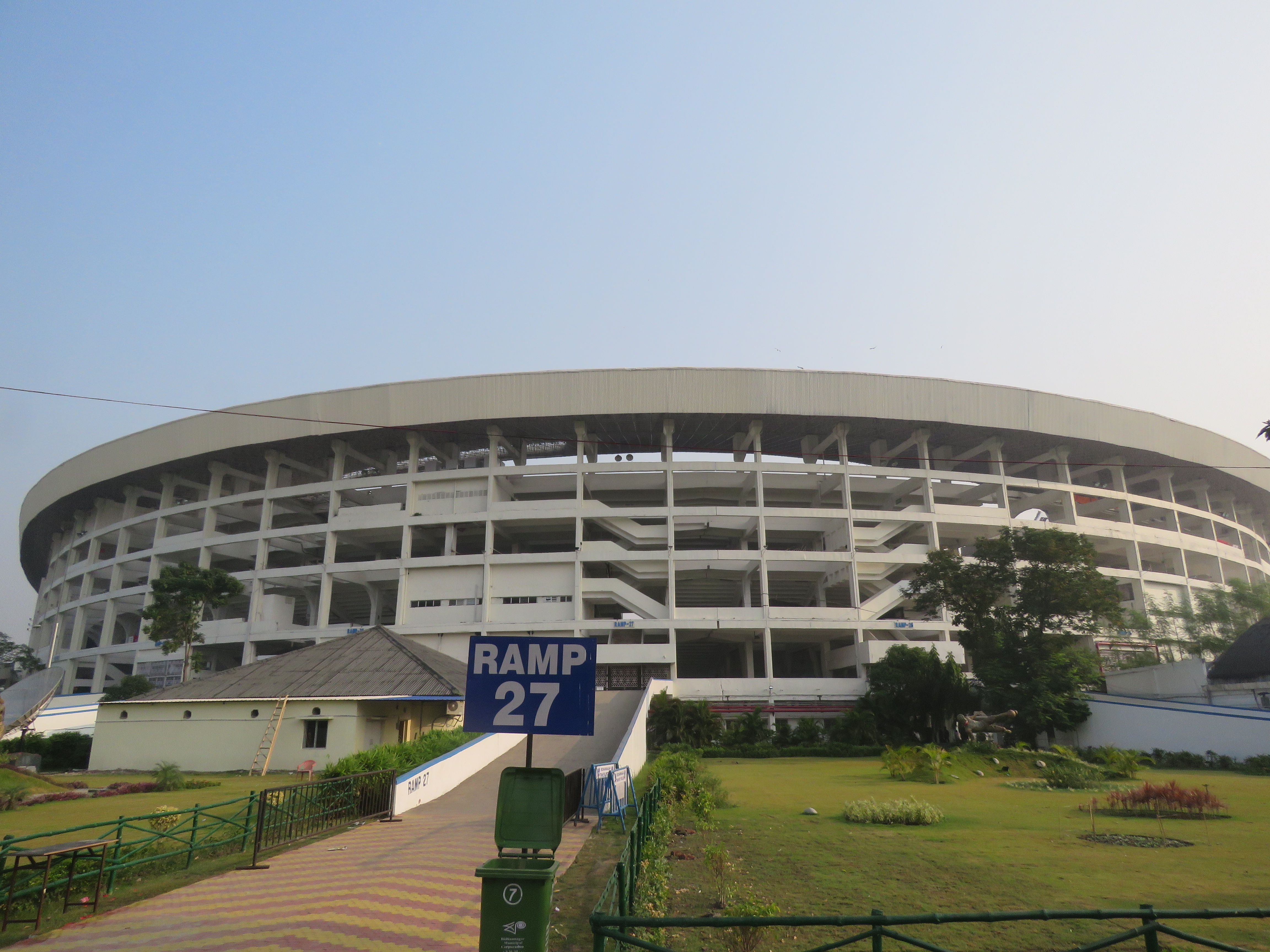
Bên ngoài VYBK